# UNFICYP
La Forza delle Nazioni Unite per il mantenimento della pace a Cipro (UNFICYP dall'inglese United Nations Peacekeeping Force in Cyprus) è una forza di sicurezza delle Nazioni Unite, inviata a Cipro nel 1964.

## Storia
La missione fu inviata per porre termine alle continue violenze tra le comunità greco-cipriota e turco-cipriota e prevenire così che la situazione degenerasse in una vera e propria guerra tra greci e turchi.
Nel 1974 la guerra effettivamente ebbe luogo e da allora il contingente militare della UNFICYP presidia la Linea Verde che divide in due l'isola di Cipro.

## Composizione
Il contingente multinazionale è composto da 860 effettivi, in prevalenza argentini, britannici, slovacchi e ungheresi. Nel corso della missione si sono avuti 176 decessi, la maggior parte per incidenti.
Dal 2016 il comandante della missione è la canadese Elizabeth Spehar.
L'Italia contribuisce con alcuni marescialli dell'Arma dei Carabinieri.